# Ярослав Дробний (тенісист)
Ярослав Дробний (чеськ. Jaroslav Drobný; 12 жовтня 1921, Прага, Чехословаччина — 13 вересня 2001, Лондон, Велика Британія) — чеський тенісист та хокеїст. Був громадянином Чехословаччини, Єгипту та Великої Британії.
Срібний призер Олімпійських ігор та чемпіон світу з хокею із шайбою. Переможець Вімбілдона та чотирьох чемпіонатів Франції з тенісу (2 в одиночному розряді, по одному в парному і міксті).

## Хокейна кар'єра
З 1937 по 1949 рік виступав за празький ЧЛТК (Чеський тенісний клуб). Отримував запрошення грати у складі ЛТЦ та «Бостон Брюїнс». Пропозиції більш амбіційних хокейних клубів відхиляв, щоб не зашкодити тенісній кар'єрі. В сезоні 1940/41 його команда сенсаційно перемогла ЛТЦ та посіла перше місце у чемпіонаті Богемії та Моравії. У перших трьох повоєнних чемпіонатах Чехословаччини ЧЛТК був другим у підсумковій таблиці, а Ярослав Дробний — одним із лідерів клубу.
У збірній Чехословаччини дебютував 11 лютого 1937, перемога над румунами 1:0. Брав участь у чемпіонаті світу 1939. Здобув срібні нагороди чемпіонату Європи. 1940 року виступав за збірну Богемії та Моравії. У п'яти матчах вразив ворота суперників шість разів.
На чемпіонаті світу 1947 збірна Чехословаччини, вперше у своїй історії, здобула золоті нагороди. Найкращим снайпером турніру став Владімір Забродський (29 голів), у Ярослава Дробного другий показник — 15 закинутих шайб. У складі національної збірної був учасником Зимових Олімпійських ігор 1948. На іграх у Санкт-Моріці здобув три нагороди: віце-чемпіона Олімпійських ігор, чемпіонату світу та чемпіона Європи. На чемпіонатах світу та Олімпійських іграх провів 24 матчі (30 закинутих шайб), а всього у складі збірної Чехословаччини — 31 матч (36 голів).

## Тенісна кар'єра
В 16 років дебютував на Вімблдонському турнірі. В одному з хокейних матчів отримав травму ока і тому виступав у сенцезахисних окулярах. 1949 році емігрував з комуністичної Чехословаччини. За підтримки короля Фарука став громадянином Єгипту. Один з найкращих тенісистів свого часу, досить невдало виступав у фіналах турнірів Великого шолома: лише п'ять перемог з тринадцяти поєдинків. Втім, він має три титули в одиночному розряді, а на Ролан Гаррос ставав переможцем в одиночному (1951, 1952), парному (1948) та змішаному (1948) розрядах. У 1954 став першим і залишається донині єдиним громадянином африканської країни, який переміг на Вімблдоні.
Після завершення спортивної кар'єри мешкав у Великій Британії. У 1983 році був обраний до Міжнародної тенісної зали слави, а 1997 — до зали слави ІІХФ. Помер на 80-му році життя у Лондоні.

## Хокейні досягнення
- Олімпійські ігри

 Віце-чемпіон (1): 1948
- Чемпіонат світу

 Чемпіон (1): 1947
 Віце-чемпіон (1): 1948
- Чемпіонат Європи

 Чемпіон (2): 1947, 1948
 Віце-чемпіон (1): 1939
- Чемпіонат Чехословаччини

 Віце-чемпіон (3): 1946, 1947, 1948
- Чемпіонат Богемії і Моравії

 Чемпіон (1): 1941

## Тенісні досягнення

### Фінали турнірів Великого Шолома

#### Одиночний розряд (3+5)
| Досягнення | Рік  | Турнір               | Покриття | Суперник       | Рахунок                 |
| ---------- | ---- | -------------------- | -------- | -------------- | ----------------------- |
| Фіналіст   | 1946 | Чемпіонат Франції    | Ґрунт    | Марсель Бернар | 6-3, 6-2, 1-6, 4-6, 3-6 |
| Фіналіст   | 1948 | Чемпіонат Франції    | Ґрунт    | Френк Паркер   | 4-6, 5-7, 7-5, 6-8      |
| Фіналіст   | 1949 | Вімблдонський турнір | Трава    | Тед Шредер     | 6-3, 0-6, 3-6, 6-4, 4-6 |
| Фіналіст   | 1950 | Чемпіонат Франції    | Ґрунт    | Бадж Патті     | 1-6, 3-6, 6-3, 7-5, 5-7 |
| Переможець | 1951 | Чемпіонат Франції    | Ґрунт    | Ерік Стерджес  | 6-3, 6-3, 6-3           |
| Переможець | 1952 | Чемпіонат Франції    | Ґрунт    | Френк Седжмен  | 6-2, 6-0, 3-6, 6-4      |
| Фіналіст   | 1952 | Вімблдонський турнір | Трава    | Френк Седжмен  | 6-4, 2-6, 3-6, 2-6      |
| Переможець | 1954 | Вімблдонський турнір | Трава    | Кен Розвелл    | 13-11, 4-6, 6-2, 9-7    |

#### Парний розряд (1+3)
| Досягнення | Рік  | Турнір               | Партнери         | Суперники                   | Рахунок                 |
| ---------- | ---- | -------------------- | ---------------- | --------------------------- | ----------------------- |
| Переможець | 1948 | Чемпіонат Франції    | Леннарт Бергелін | Френк Седжмен Гаррі Гопман  | 8-6, 6-1, 12-10         |
| Фіналіст   | 1950 | Чемпіонат Франції    | Білл Талберт     | Ерік Стерджес Тоні Траберт  | 2-6, 6-1, 8-10, 2-6     |
| Фіналіст   | 1950 | Чемпіонат Австралії  | Ерік Стерджес    | Джон Бромвіч Едріан Квіст   | 3-6, 7-5, 6-4, 3-6, 6-8 |
| Фіналіст   | 1951 | Вімблдонський турнір | Ерік Стерджес    | Кен Макгрегор Френк Седжмен | 6-3, 2-6, 3-6, 6-3, 3-6 |

#### Мікст (1+0)
| Досягнення | Рік  | Турнір            | Партнер               | Суперники                | Рахунок       |
| ---------- | ---- | ----------------- | --------------------- | ------------------------ | ------------- |
| Переможець | 1948 | Чемпіонат Франції | Патрісія Каннінг-Тодд | Доріс Гарт Френк Седжмен | 6-3, 3-6, 6-3 |

### Історія виступів на турнірах Великого шлему
| W | Ф | ПФ | ЧФ | #Р | КТ | К# | DNQ | A | NH |

|                                        | 1938 | 1939 | 1940          | 1941          | 1942          | 1943          | 1944          | 1945          | 1946 | 1947 | 1948 | 1949 | 1950 | 1951 | 1952 | 1953 | 1954 | 1955 | 1956 | 1957 | 1958 | 1959 | 1960 | 1961 | 1962 | 1963 | 1964 | 1965 | SR     | В-П    | Win % |
| -------------------------------------- | ---- | ---- | ------------- | ------------- | ------------- | ------------- | ------------- | ------------- | ---- | ---- | ---- | ---- | ---- | ---- | ---- | ---- | ---- | ---- | ---- | ---- | ---- | ---- | ---- | ---- | ---- | ---- | ---- | ---- | ------ | ------ | ----- |
| Турніри Великого шлему                 |      |      |               |               |               |               |               |               |      |      |      |      |      |      |      |      |      |      |      |      |      |      |      |      |      |      |      |      |        |        |       |
| Відкритий чемпіонат Австралії з тенісу |      |      |               | Не проводився | Не проводився | Не проводився | Не проводився | Не проводився |      |      |      |      | 3р   | A    | A    | A    | A    | A    | A    | A    | A    | A    | A    | A    | A    | A    | A    |      | 0 / 1  | 1–1    | 50%   |
| Відкритий чемпіонат Франції з тенісу   |      |      | Не проводився | Не проводився | Не проводився | Не проводився | Не проводився | Не проводився | Ф    |      | Ф    |      | Ф    | П    | П    | ПФ   | 4р   |      | 4р   | 2р   | 4р   | 4р   | 2р   |      | 1р1  | 3р   | 1р   | 1р   | 2 / 16 | 46–13  | 78%   |
| Вімблдонський турнір                   | 1р   | 3р   | Не проводився | Не проводився | Не проводився | Не проводився | Не проводився | Не проводився | ПФ   | ЧФ   | 2р   | Ф    | ПФ   | 3р   | Ф    | ПФ   | П    | ЧФ   | 1р   | 2р   | 4р   | 1р   | 1р   |      |      |      |      |      | 1 / 17 | 50–16  | 76%   |
| Відкритий чемпіонат США з тенісу       |      |      |               |               |               |               |               |               |      | ПФ   | ПФ   | ЧФ   | 3р   | A    | A    | A    | A    | A    | A    | A    | A    | A    | A    | A    | A    |      | 1р   |      | 0 / 5  | 15–5   | 75%   |
| В-П                                    | 0–1  | 2–1  |               |               |               |               |               |               | 10–2 | 8–2  | 12–3 | 9–2  | 13–4 | 8–1  | 11–1 | 9–2  | 10–1 | 4–1  | 3–2  | 2–2  | 6–2  | 2–2  | 1–2  |      | 0–0  | 1–1  | 1–2  | 0–1  | 3 / 39 | 112–35 | 76%   |

1 Дробний не грав. Його суперник пройшов далі без гри.